# 마쓰다이라 야스타카 (후작)

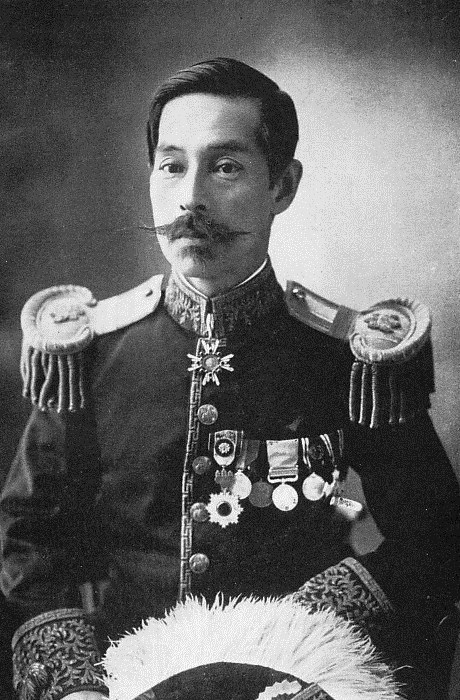
마쓰다이라 야스타카 후작

마쓰다이라 야스타카(松平康荘)는 일본의 화족이다. 옛 후쿠이번주가(에치젠 마쓰다이라가) 제18대 당주이며 작위는 후작이다. 
일본 근대 농업 진흥과 현대화에 크게 기여한 인물로, 실용적 농업 연구와 지역사회 발전, 그리고 정치·문화 분야에서도 족적을 남겼다.
| 전임 마쓰다이라 모치아키 | 제2대 (후쿠이)마쓰다이라 후작가 당주 1890년 ~ 1930년 | 후임 마쓰다이라 야스마사 |